# Hancornia
Hancornia é um género botânico monotípico, ou seja, com apenas uma espécie, pertencente à família Apocynaceae..